# Movimiento de guía y exploración en Jamaica
El Scout y movimiento de Guía en Jamaica es ejercido por:
- La Asociación de Chicas Guía de Jamaica, la cual es miembro de la Asociación Mundial de Chicas Guía y Chicas Scouts
- La Asociación Scout de Jamaica, la cual es miembro de la Organización Mundial del Movimiento Scout
- Asociación de Chicas Scouts de Jamaica, la cual es miembro de la Orden Mundial de Scouts[1]
- Pioneros y Aventureros

## Historia
El Scouting llegó a Jamaica en 1910, la primera tropa fue iniciada por el clérigo anglicano Rev. Joseph William Graham en St Ann. El Scouting se extendió deprisa y en 1912 la primera tropa scout en St Catherine fue establecida en la Ciudad española. El señor Robert Baden-Powell conoció a su esposa Olave Soames en su travesía rumbo a Jamaica en el año 1912. Y fue ahí cuando él le propuso matrimonio en el Hotel Myrtle Bank.
Fue en la casa del primer "Scoutmaster" de la Ciudad española , el Señor Fitz Herbert Messias, donde el primer grupo scout de chicas se conoció. El 11 de marzo de 1915, su hija invitó a sus amigas a su casa para discutir sobre la creación de una tropa exploradora femenina. Clare Messias escribió una carta con fecha de marzo 16, en busca del bien del grupo pidiendo a la Srta. Daisy Jeffrey-Smith que fuera la líder de la tropa. La Srta. Daisy Jeffrey-Smith aceptó y las juntas regulares de la tropa iniciaron. La Srta. Marguerite Aitken fue su asistente. El grupo se reunía en la "Casa Durham", hogar de la familia Jeffrey-Smith. Estas Chicas Exploradoras fueron nombradas Chicas Guía cuando recibieron su orden por parte de la Srta. Agnes Baden-Powell.
La división de la Asociación de las Chicas Guía de Jamaica dio paso a la formación de las Chicas Scouts de Jamaica en agosto de 2008. Los grupos que se establecieron fueron Peenie Wallies, Doctorbirds, Jóvenes y Seniors.

## Línea del Tiempo
1902: Ernest Thompson Seton formó los indios Woodcraft en Connecticut, EE. UU.
1906: Seton conoció al Señor Robert Baden-Powell y le introdujo al Woodcraft Scouting
1-9 de agosto de 1907: Baden-Powell tuvo su primer Campamento Experimental Scout
1907: Pioneros empezaron en los EE. UU.
1908: enero - febrero, Primera publicación de “Scouting para los chicos”
1908:La Asociación Scout (Chicos Scouts) empezó en Gran Bretaña
1909: 24 de mayo, se iniciaron los Chicos Scouts británicos (BBS) y las Chicas Scouts británicas (BGS)
1910: Asociación de Chicas Guía (GGA) empezó en Gran Bretaña
1910: Los Chicos Scouts iniciaron en Jamaica (SAJ)
1911: 11 de noviembre, Se formó Orden de Mundial Scouts (OWS)
1915: 11 de marzo, Las Chicas Guía empezaron en Jamaica (GGA)
1920: Se formó la Organización Mundial del Movimiento Scout (WOSM)
1928: Se formó la Asociación Mundial de Chicas Guía y Chicas Scouts (WAGGGS)
1963: El Asociación Scout de Jamaica (SAJ) fue admitida en la Organización Mundial del Movimiento Scout (WOSM)
1966: La Asociación de Chicas Guía de Jamaica (GGA) fue admitida en la Asociación Mundial de Chicas Guía y Chicas Scouts (WAGGGS)
2007: Celebración del Centenario del Scouting de chicos (SA)
2008: August 5, Las Chicas Scouts iniciaron en Jamaica (GSJ)
2008: Chicas Scouts de Jamaica (GSJ) fue admitida en el Orden de Mundial Scouts (OWS)
2009: Celebración del Centenario del Scouting británico de chicos y el Scouting británico de chicas (BBS & BGS)
2010: Celebración del Centenario de la chica que Guía (GGA, ahora GGUK)
2011: Celebración del Centenario del Orden de Mundial Scouts (OWS)